# Untergötzenberg
Untergötzenberg (mundartlich: Untəgetsəbeǝrg) ist ein Gemeindeteil der Marktgemeinde Weitnau im bayerisch-schwäbischen Landkreis Oberallgäu.

## Geographie
Die Einöde liegt circa 2,5 Kilometer nördlich des Hauptorts Weitnau.

## Ortsname
Der Ortsname bezieht sich auf den Personen(kose)namen Gebeze und bedeutet (Siedlung an/auf dem) Berg des Gebeze. Der Präfix Unter- dient seit 1875 zur Unterscheidung zum höher gelegenen Obergötzenberg.

## Geschichte
Untergötzenberg wurde erstmals im Jahr 1411 mit uf dem Gebszenberg im Besitz der Herrschaft Trauchburg erwähnt. 1509 wurden vier Güter in Götzenberg gezählt. 1761 fand die Vereinödung des Orts statt. Seit 1875 wird zwischen Ober- und Untergötzenberg unterschieden. Bis 1972 gehörte Untergötzenberg der Gemeinde Wengen an, die durch die bayerische Gebietsreform in der Gemeinde Weitnau aufging.